# Лук'янець Віталій Григорович
Лук'янець Віталій Григорович (12 травня 1938 — 25 липня 1994) — радянський художник-графік.

## Біографія

### Дитинство
Віталій Лук'янець народився 12 травня 1938 року в Чернігівській області, в родині військовослужбовця та домогосподарки. В сім'ї виховувалось ще двоє дітей: старший брат — Анатолій, який став, як батько, воєнним, та молодша сестра — Ніна, що зараз живе в Болгарії. Сам художник згадував своє перше враження від живопису. За його словами, це був малюнок з зображенням янгола-хранителя, якого намалював йому старший брат.

### Навчання

Віталій Лук'янець

Малюванню Віталій почав навчатися в школі. Після армійської служби він вирішив продовжити навчання
у московському поліграфічному інституті МДАП. Він навчався мистецтву графіки у народного художника СРСР професора А. Д. Гончарова (1903-1979). 

### Початок творчості
У 1965 році Віталій Лук'янець закінчив інститут, і отримав своє перше місце роботи як художник-ілюстратор у газеті «Правда». Згодом Віталій Григорович був прийнятий до Спілки журналістів. Пізніше, разом з ксилографією і ліногравюро, став писати роботи маслом. Зробив також серію акварелей, що оспівують російську і українську природу, за що його охрестили «співаком тиші». Любов до природи виражалася і в тому, що Віталій був пристрасним рибалкою.

### Повернення до віри
Віталій був колекціонером, він вивчав і збирав іконопис. У сорок років він прийняв хрещення на Рогожском кладовищі Москви, став старообрядцем. У 1970-х роках зробив серію ілюстрацій до билин, які вийшли у виданні Гознака. У 1990х роках Віталій Григорович продовжив роботу над російськими билинами, притчами та казками.

## Творчість

### Ілюстрація
З початку 1970-х Віталій Лук'янець ілюстрував твори письменника-фантаста Олександра Казанцева , який високо цінував його творчість. У коло інтересів Віталія входили Стародавні цивілізації, НЛО, діти майбутнього, які виросли під іншими сонцями, віддалені драматичні епохи земної історії, які мають, на думку художника, незаперечний зв'язок з «космічним фактором». Художника дуже приваблювала і космогонічна тема.

### Нагороди
У 1978 році Віталій зайняв друге місце в міжнародному конкурсі науково-фантастичної живопису. У 1980 році він зайняв друге місце в конкурсі «Час — Простір — Людина». Його роботи демонструвалися на міжнародній виставці НТТМ-80, де йому був вручений почесний знак.12 травня 1985 року Лук'янець Віталий Григорович писав М. С. Горбачову про свою стурбованість з приводу падіння духовного рівня культури в СРСР.

### Тема Всесвіту

Віталій Лук'янець, Всесвіт

Віталій Лук'янець, Інша планета

В 90-і роки в творчості художника велике місце починає займати тема космосу.
Захоплення темою космосу призвело до появи полотен, в яких зображений Всесвіт. У 1991 році Радянським дитячим фондом ім. В. І. Леніна випущені дві марки, розроблені Віталієм Лук'янцем: «Всесвіт» та «Інша планета». Наприкінці 1980х — початку 1990х Віталій серйозно займався темою непізнаного. І, згодом, завдяки рекомендації Володимира Ажажи, став працювати дослідником в Міжнародній академії інформатизації (МАІ) у відділенні «Уфологія і біоенергоінформатика». Він дуже захопився цією роботою. Роз'їжджаючи по країні, він слухав очевидців і за їхніми розповідями малював конкретні уфологічні етюди. Зробив багато робіт. За свій внесок у розвиток Уфології Віталій Лук'янець був обраний членом-кореспондентом МАЇ в порядку винятку, без будь-якого наукового ступеня і звання.

### Інша діяльність
Окрім цього, Віталій Лук'янець писав вірші, пробував себе в прозі. В 1990-і роки він видав і випустив власним коштом три номери журналу «Светлояр», в якому виступав як автор-редактор. Четвертий номер, підготовлений Віталієм, вийшов посмертно.

25 липня 1994 року, Віталій пішов засмагати в Срібний бір, і не повернувся. Помер він за таємних обставин. Похований на Рогожському кладовищі в Москві.

## Книжкова графіка
- https://web.archive.org/web/20100514081426/http://detbook.ru/2010/05/308.htm
- https://web.archive.org/web/20100514073954/http://detbook.ru/2010/05/296.htm
- hhttp://detbook.ru/2010/05/302.htm [Архівовано 22 грудня 2010 у Wayback Machine.]
- ttp://abunavaz.livejournal.com/photo/album/2667?page=1

## Деякі картини
- «Річка мого дитинства»
- «Красуня Десна»
- «Чернігів Стародавній»
- «Дорога на Любеч»
- «Спляча галактика»
- «Кижи»
- «Петрозаводське диво»
- «Соловки»
- «Кольорах всесвіту»
- «Всесвіт»

## Графічні праці
- «Чернігів»
- «П'ятницька церков»
- «Радуль»
- «Світостворення»
- «Княжна Ольга»